# سفتجان
سفتجان، روستایی از توابع بخش مرکزی شهرستان فریدن در استان اصفهان ایران است.

## جمعیت
این روستا در دهستان ورزق جنوبی قرار دارد و براساس سرشماری مرکز آمار ایران در سال ۱۳۸۵، جمعیت آن 1474 نفر (۴۶۲خانوار) بوده‌است.